# Anemone udensis
Anemone udensis är en ranunkelväxtart som beskrevs av Ernst Rudolf von Trautvetter och C.A. Mey.. Anemone udensis ingår i släktet sippor, och familjen ranunkelväxter. Inga underarter finns listade i Catalogue of Life.